# John Giblin

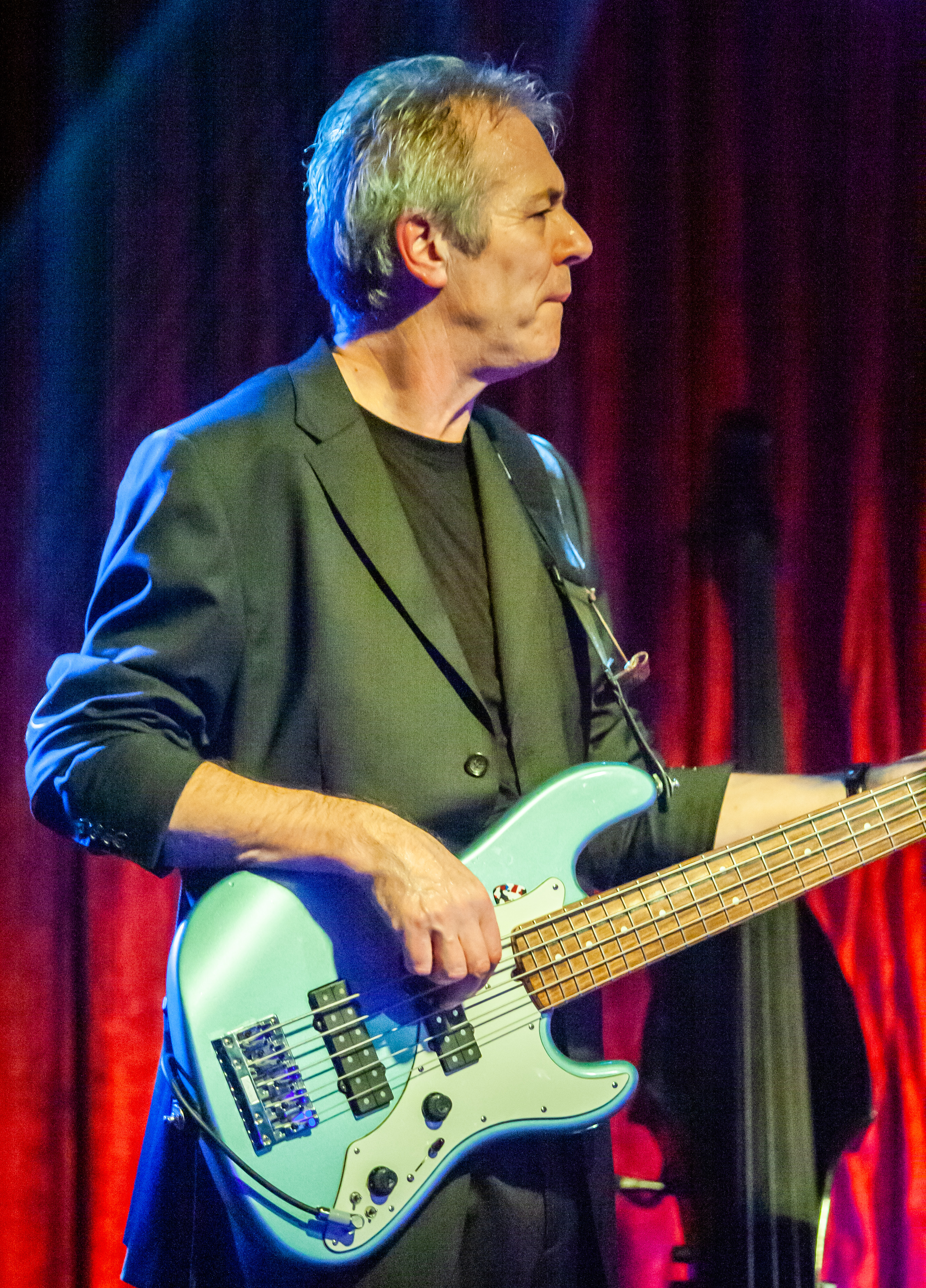
John Giblin (2007)

John Giblin (* 26. Februar 1952 in Bellshill; † 14. Mai 2023 in Cheltenham) war ein britischer Bassist. Er spielte Fretless Bass, akustischen Bass, E-Bass und Kontrabass.

## Musikalische Laufbahn
Im Jahr 1979 vertrat John Giblin bei der Band Brand X den Bassisten Percy Jones, der von London nach New York umgezogen war und nicht bei allen Aufnahmen anwesend sein konnte. Beiträge zum Album Product waren u. a. die beiden ruhigeren Songs Rhesus Perplexus und April sowie die Zusammenarbeit mit Jones am Bass bei Wal to Wal. Phil Collins und John Giblin waren eng befreundet, sie durchlebten gemeinsam 1980 die Scheidung von ihren Frauen.
Von 1985 bis 1988 war Giblin Mitglied der Band Simple Minds und spielte auf der Amnesty International unterstützenden Tournee beim Album Once Upon a Time mit.
2014 war er am Bass Teil der Band in der Konzertreihe Before the Dawn von Kate Bush.
Giblins Stil wurde in den 1980ern mit der Spielweise von Jaco Pastorius von Weather Report verglichen.  Er spielte unter anderem eine Gibson SG.

## Zusammenarbeit
John Giblin spielte als Studiomusiker auf dutzenden erfolgreichen Folk-, Rock- und Pop-Alben der 1970er, 80er und 90er Jahre den Bass.
| Jahr | Musiker         | Album                               | Song | Besonderheit |
| ---- | --------------- | ----------------------------------- | --- | --- |
| 1977 | Mae MacKenna    | Walk on Water                       | unbekannt | – |
| 1978 | Wilding/Bonus   | Pleasure Signals                    | G. Storm, Earth Hymn, Rampage, Son of Alma                                                                        | Komponist von Earth Hymn und Rampage |
| 1979 | Colin Blunstone | Late Nights in Soho                 | alle Stücke | – |
| 1979 | Jim Rafferty    | Solid Logic                         | alle Stücke | – |
| 1979 | Brand X         | Product                             | Spielt bei allen Stücken außer Dance of the Illegal Aliens und And So to F…                                       | Komponist von Rhesus Perplexus, April und Wal to Wal |
| 1980 | Jon Anderson    | Song of Seven                       | Spielt bei allen Stücken außer Some Are Born, Heart of the Matter, Hear It                                        | – |
| 1980 | Lucio Battisti  | Una giornata uggiosa                | Gelosa Cara, Perchè Non Sei Una Mela                                                                              | – |
| 1980 | John Martyn     | Grace & Danger                      | unbekannt | “At times the blending of Martyn’s voice and guitar, John Giblin’s beautiful bass and Phil Collins immaculate drumming is simply breathtaking.” – Melody Maker |
| 1980 | Peter Gabriel   | Peter Gabriel III (Melt)            | alle Stücke | – |
| 1980 | Kate Bush       | Never for ever                      | Babooshka, Breathing                                                                                              | – |
| 1981 | Jon Anderson    | Animation                           | unbekannt | – |
| 1982 | Chris de Burgh  | The Getaway                         | unbekannt | – |
| 1983 | Judie Tzuke     | Ritmo                               | Jeannie No, She Don't Live Here Anymore, Face To Face, Walk Don't Walk, Push Push, Pull Pull                      | – |
| 1984 | Claire Hamill   | Touchpaper                          | First Night In New York                                                                                           | – |
| 1984 | Chris de Burgh  | Man on the Line                     | Taking It to the Top                                                                                              | – |
| 1989 | Kate Bush       | The Sensual World                   | Love and Anger, Deeper Understanding, Rocket’s Tail                                                               | – |
| 1990 | Tanita Tikaram  | The Sweet Keeper                    | Consider the Rain                                                                                                 | Studio-Album |
| 1990 | Tanita Tikaram  | The Sweet Keeper                    | Sunset’s Arrived                                                                                                  | Studio-Album |
| 1990 | Tanita Tikaram  | The Sweet Keeper                    | Love Story | Studio-Album |
| 1992 | Annie Lennox    | MTV Unplugged                       | Why | – |
| 1993 | John Martyn     | Little Boy                          | I Don’t Wanna Know, Sunday’s Child, Bless the Weather, Rock Salt and Nails                                        | – |
| 1993 | Kate Bush       | The Red Shoes                       | Rubberband Girl, And So Is Love, Eat the Music, Lily, Top of the City, Constellation of the Heart, You’re the One | – |
| 1995 | Gerry Convay    | About Thyme                         | Jabalpur, Lovely Joan, Factory Girl, Little Voices, The Wife of Usher’s Well                                      | – |
| 1996 | John Martyn     | And.                                | unbekannt | – |
| 1998 | John Martyn     | The Church with One Bell            | unbekannt | – |
| 2004 | John Martyn     | On the Cobbles                      | unbekannt | – |
| 2005 | Billy Sherwood  | Back against the Wall               | In the Flesh?, One of My Turns                                                                                    | Pink-Floyd-Tributealbum mit Steve Lukather, Ian Anderson, Mike und Steve Porcaro und vielen anderen                                                            |
| 2005 | Kate Bush       | Aerial                              | An Architect’s Dream, Sunset, Nocturn                                                                             | – |
| 2006 | Billy Sherwood  | Return to the Dark Side of the Moon | Speak to Me / Breathe                                                                                             | Pink-Floyd-Tributealbum mit Steve Lukather, Alan White, Mike und Steve Porcaro und vielen anderen                                                              |
| 2014 | Kate Bush       | Before the Dawn                     | unbekannt | Konzertreihe |
| 2016 | Kate Bush       | Before the Dawn                     | unbekannt | Live-Album |

Weitere Zusammenarbeit (unvollständig):
- Joan Armatrading
- Richard Ashcroft
- Claudio Baglioni
- Franco Battiato
- Gary Boyle
- Elkie Brooks (Pearls and Shangri-La Alben)
- Duncan Browne (mit The Wild Places)
- Phil Collins (In The Air Tonight, You Can’t Hurry Love und andere Songs)
- The Everly Brothers (Auf dem Album Heartaches and Harmonies)
- Roberta Flack
- Fish (Auf Fishs erstem Soloalbum, Vigil in a Wilderness of Mirrors)
- Peter Gabriel (einschl. Birdy und Peter Gabriel III (Melt))
- Manolo García
- Al Green
- John Lennon (Grow Old with Me)
- George Martin
- Hugh Masekela
- Paul McCartney (live in der Royal Albert Hall, London)
- Metro
- Alan Parsons (On Air)
- Gerry Rafferty
- Eros Ramazzotti
- Mavis Staples
- David Sylvian
- Simple Minds (Once Upon a Time und Live in the City of Light)
- Judie Tzuke (Bailey’s Song)
- Scott Walker (einschl. Tilt)
- Tanita Tikaram (The Sweet Keeper)